# Żełdec
Żełdec (ukr. Желдець, Żełdeć) – wieś na Ukrainie, w rejonie lwowskim obwodu lwowskiego. Wieś liczy około 660 mieszkańców.
W II Rzeczypospolitej do 1934 samodzielna gmina jednostkowa. Następnie należała do zbiorowej wiejskiej gminy Dzibułki w powiecie żółkiewski w woj. lwowskim. 
W 1944 nacjonaliści ukraińscy z OUN-UPA zamordowali tutaj 31 Polaków.
Po wojnie wieś weszła w struktury administracyjne Związku Radzieckiego.